# Claus-Dieter Grabner
Claus-Dieter Grabner (* 10. Januar 1957 in Lippstadt) ist ein deutscher Medienmanager, der in den 1990er Jahren Geschäftsführer der Bravo-Gruppe war.

## Karriere
Grabner schloss ein Studium in Betriebswirtschaftslehre an der Westfälischen Wilhelms-Universität zu Münster als Diplom-Kaufmann ab. Von 1984 bis 1999 arbeitete er in verschiedenen Positionen in der Bauer Verlagsgruppe, u. a. als Projektmanager in den USA, als Geschäftsführer und Herausgeber in Frankreich. 1993 bis 1999 war er als Geschäftsführer der Bravo-Gruppe und des deutschen Playboy verantwortlich für den Ausbau der Bravo zur internationalen Marken- und Medienfamilie.
1999 wechselte er zum Axel-Springer-Verlag und gründete das AS Young Mediahouse. Danach war er bei der Brainpool TV AG als Vorstand für Marketing und New Business Development. Von 2002 bis 2005 arbeitete er als freiberuflicher Berater und Projektmanager. Von 2005 bis 2008 beschäftigte er sich mit Geoengineering im Rahmen diverser Projekte u. a. in den Vereinigten Arabischen Emiraten und in Australien. Seit 2009 ist Grabner in verschiedenen Positionen für die Funke Mediengruppe tätig. Er verantwortet das Marketing der Gruppe und leitet den Klartext Verlag.

## Auszeichnungen
1998 wurde er als Mediamann des Jahres mit dem deutschen Musikpreis Echo ausgezeichnet.